# حزب الشعب الديمقراطي السوري
حزب الشعب الديمقراطي السوري حزب يساري ديمقراطي سوري، معارض لنظام البعث و مؤيد لسلطة الامر الواقع  و حكومة الشرع. عضو مؤسس في التجمع الوطني الديمقراطي (1979) وإعلان دمشق(2005). كان يعرف سابقاً بالحزب الشيوعي السوري - المكتب السياسي (حتى 2005) بعد انشقاقه عن الحزب الشيوعي السوري عام 1972. يشارك الحزب في المجلس الوطني السوري ضمن كتلة إعلان دمشق.

## الانشقاق
تأسس الحزب الشيوعي - المكتب السياسي على إثر نشوب خلافات حادة داخل الحزب الشيوعي السوري بعد مؤتمره الثالث المنعقد عام 1969 حول موضوع القضية الفلسطينية وقضايا الحزب التنظيمية واستقلاليته وظاهرة عبادة الفرد، إضافة إلى الموقف من المقاومة الفلسطينية والوحدة العربية والاتحاد السوفيتي وحزب البعث السوري.
لعبت هزيمة حزيران دوراً رئيسياً في الخلاف، نظراً للقضايا الجوهرية التي طرحتها. فانعقد المؤتمر عام 1969، وانبثقت عنه لجنة مركزية جديدة ومكتب سياسي جديد مؤلف من: خالد بكداش- رياض الترك – عمر قشاش – دانيال نعمة – إبراهيم بكري- ظهير عبد الصمد – يوسف فيصل.
تجمهرت أغلبية المكتب السياسي وقسم من اللجنة المركزية حول شخص رياض الترك، لتكون كتلة ذات توجهات قومية داخل الحزب مقابل كتلة الأمين العام، خالد بكداش.
انتقد رياض الترك وأنصاره عبادة الفرد في الحزب وطالبوا بالعودة إلى أسس التنظيم اللينينية المتمثلة بالانتقاد والانتقاد الذاتي والمركزية الديمقراطية. كما انتقدوا عدم عقد مؤتمر للحزب زهاء ربع قرن وغياب البرنامج السياسي عنه وعدم تفعيل اللجان الحزبية.
وضعت اللجنة المركزية الجديدة مشروع برنامج سياسي في العام نفسه، صنفت فيه الوحدة العربية ودعم الفدائيين الفلسطينيين تحت خانة الضرورات الملحة. انتقد الأمين العام، خالد بكداش، مشروع البرنامج، داعياً إياه «بالبعثي» و«الانبطاحي» و«القومي» و«اللاأممي»، مدعوماً بأراء وملاحظات الخبراء السوفييت والبلغار.
استمرت الخلفات بين الكتلتين المتصارعتين داخل الحزب لثلاث سنين، تخللتها محاولات عديدة للمصالحة والاتفاق. فقد كانت كتلة رياض الترك تدعو إلى الوحدة الفورية بين الأقطار العربية من أجل تحرير فلسطين وتفكيك الكيان الصهيوني، كما دعت إلى نهج سياسات أكثر إستقلالية تجاه الحزب الشيوعي السوفيتي وتوثيق التعاون مع القوى القومية التقدمية كحزب البعث والاتحاد الاشتراكي ونبذ المواقف الانعزالية التي اتخذها بكداش وأنصاره تجاه هذه القوى، بالإضافة إلى الدعوة لقيام حزب شيوعي عربي موحد وتحسين التركيب الطبقي للحزب. بينما انتقد أنصار خالد بكداش التوجهات القومية للمكتب السياسي ودعواته الاستقلالية معللين موقفهم بأممية الحزب، كما انتقدوا موقفهم «المتطرف» من إسرائيل المتمثل بدعوة إزالتها، باعتبار وجودها واقع موضوعي، ورفضوا الوحدة العربية الفورية وشعار «الحزب الشيوعي العربي الموحد»، نظراً للخصائص السياسية والاقتصادية المتباينة لمختلف الأقطار العربية.
انتهى الصراع الداخلي عندما وقعت كتلة خالد بكداش عام 1972 على ما يعرف ببيان «2 نيسان»، الذي سمته جماعة رياض الترك ب«الانشقاقي»، وادعت بأنها تمثل أغلبية الحزب وقواعده. قام هذا البيان بتكريس الانشقاق في الحزب، الذي أصبح أمراً واقعاً بعد انضمام فصيل خالد بكداش إلى للجبهة الوطنية التقدمية.
غادرت أغلبية المكتب السياسي: رياض الترك – عمر قشاش – دانيال نعمة – ظهير عبد الصمد – إبراهيم بكري إضافة إلى أحمد فائز الفواز وأحمد محفل ويوسف نمر الحزب الشيوعي، وأسسوا ما أطلقوا عليه الحزب الشيوعي – المكتب السياسي.

## المعارضة
انتقل الحزب إلى صفوف المعارضة عام 1976 عندما انتقد تدخل نظام حافظ الأسد في الحرب الحرب الأهلية اللبنانية إلى جانب القوات اليمينية. أسس الحزب إلى جانب أربعة أحزاب قومية ويسارية أخرى التجمع الوطني الديمقراطي عام 1979، وكان يدعو إلى الديمقراطية والانتخابات الحرة النزيهة وإلغاء قانون الطوارئ والأحكام العرفية والمحاكم الاستثنائية والمادة الثامنة من الدستور السوري، كما طالب بقانون أحزاب عصري يطلق التعددية الحزبية.
هاجم الحزب بشدة القانون رقم 49 لعام 1980 الذي يقضي بإعدام كل منتسب لجماعة الإخوان المسلمين، مما وضعه على مواجهة مباشرة مع السلطة، التي لاحقته أمنياً وزجت بقيادته وقواعده وكوادره الشابة في المعتقلات. من بين المعتقلين كان أمينه العام رياض الترك، والنقابي من مدينة حلب عمر قشاش، وطالب الطب ياسين الحاج صالح، وغيرهم الكثير.
تسلم قيادة الحزب بعد اعتقال الترك، أحمد المحفل، المقيم في باريس منذ عام 1976، والذي حاول الحفاظ على وجود الحزب في ظل حملة القمع والاعتقال التي تعرض لها، كما بقى على اتصال مع فصائل المعارضة الأخرى.
استفاد الحزب نسبياً من تراخي القبضة الحديدية في أواخر عهد حافظ الأسد، حيث تم اطلاق سراح المئات من معتقليه، على رأسهم رياض الترك عام 1998.
تأثر الحزب بشكل جوهري بالحملة الأمنية التي وجهت ضده، بحيث من المرجح أن عدد أعضاءه يزيد عن الألف بقليل.
اعتقل النظام السوري رياض الترك مجدداً عام 2001 لمدة تزيد عن العام بتهمة «محاولة تغير الدستور بطرق غير قانونية»، بعد ظهوره على قناة الجزيرة وقوله «مات الديكتاتور» في إشارة إلى وفاة الرئيس السوري حافظ الأسد، وانتقاده لتغير الدستور السوري بربع ساعة لتوريث رئاسة الجمهورية لبشار الأسد.

## المؤتمر السادس وتغيير اسم الحزب
عقد الحزب مؤتمره السادس عام 2005 وغير أسمه من الحزب الشيوعي - المكتب السياسي إلى حزب الشعب الديمقراطي في إشارة إلى تخليه عن التزاماته الإيديولوجية الماركسية- اللينينية وتوجهه نحو الديمقراطية الاشتراكية. كان أحمد فائز الفواز، أحد أهم منظري الانشقاق في السبعينات، من أشد المعارضين لهذا التحول وغادر الحزب نتيجة ما سماه «الميول الليبرالية» لرفاقه الحزبيين.
استقال رياض الترك من منصبه كأمين عام وقرر عدم الترشح لانتخابات الأمانة العامة القادمة للحزب، من أجل إتاحة فرصة لضخ دماء جديدة في الحزب. انتخب على إثر المؤتمر السادس عبد الله هوشة أميناً عاماً جديداً.
شارك الحزب في تأسيس إعلان دمشق المعارض عام 2005 مع قوى المجتمع المدني والقوى الليبرالية والإخوان المسلمين.

## الإيديولوجيا
كان الحزب يزواج بين الماركسية-اللينينية والقومية العربية والفكر الوحدوي بعد انشقاقه عن الحزب الشيوعي السوري. ثم بدأت مسألة الديمقراطية تشغل حيزاً هاماً في أدبيات الحزب أواخر السبعينات، حيث اعتبر أن الثورة الوطنية الديمقراطية لم تكن ناجزة، وبالتالي يتوجب عليه النضال أولاً لتحقيق الأهداف الوطنية الديمقراطية قبل الولوج بالمرحلة الاشتراكية.
أما في المرحلة الحالية (ما بعد 2005)، تعتمد المواقف الإيديولوجية للحزب على الموضوعات التي تم كتاتبتها في المؤتمر السادس والتي تميل لتثمين الديمقراطية الليبرالية واعتبارها قيمة بحد ذاتها، مما دفع بعض النقاد إلى توصيف الحزب ب«الليبرالي»، هذا ما ترفضه قياداته التي تؤكد على الطابع اليساري والاشتراكي للحزب.
يؤكد الحزب أن الانتقال إلى الاشتراكية يجب أن يتم في ظل الديمقراطية، دون التأثير على الحرية أو الازدهار الاقتصادي. يرفض الحزب الجمود العقائدي وينتقد التجربة الاشتراكية في القرن العشرين، التي على الرغم من إنجازها التصنيع الشامل والعديد من المنجزات التقدمية، صادرت الحريات الديمقراطية ودمجت المجتمع المدني بالدولة والدولة بالحزب الواحد.

## الموقف من حزب البعث والنظام الحاكم
انتقد الحزب، بعد انشقاقه عن الحزب الشيوعي، الاحتكار البعثي للسلطة، ورفض الانضمام لجبهة وطنية تقدمية تكون بقيادة حزب البعث. كان من أشد المعارضين للتدخل السوري في لبنان وطالب مبكراً بإصدار قانون أحزاب وإلغاء المادة الدستورية الثامنة التي تشرعن قيادة البعث للمجتمع والدولة. كما طالب الحزب بعد تأسيس التجمع الوطني الديمقراطي عام 1979 بإجراء انتخابات ديمقراطية وإلغاء قانون الطوارئ والأحكام العرفية.
و على الرغم من موقفه المناوئ للعنف من الطرفين، انتقد الحزب السلطة في طريقة تعاملها مع المتشددين الإسلاميين في الثمانينات، خاصة بعد أحداث مدينة حماة، كما هاجم القانون رقم 49 لعام 1980.

## الحزب خلال الحرب السورية
اعتقل النظام السوري مع بداً الاحتجاجات الشعبية عام 2011 النقابي عمر قشاش والأمين العام الجديد غياث عيون السود وفهمي يوسف، وأفرج عنهم مبكراً.
انضم الحزب إلى المجلس الوطني السوري من خلال مشاركته بإعلان دمشق.
يدعو الحزب إلى تدخل خارجي وتسليح الفصائل المقاتلة.
انتخب ممثل الحزب، جورج صبرا، رئيساً للمجلس الوطني أواخر عام 2012

## شخصيات سابقة وحالية
- رياض الترك

- أحمد المحفل.

- عمر قشاش

- دانيال نعمة

- أحمد فائز الفواز

- إبراهيم بكري

- حنين نمر

- يوسف نمر
- ظهير عبد الصمد
- جورج صبرا

- ياسين الحسن (بو علي ياسين)

- ياسين الحاج صالح

- صبحي حديدي

- عبد الله هوشة

- محمد سيد رصاص